# Krassóvermes
Krassóvermes (Vermeș), település Romániában, a Bánságban, Krassó-Szörény megyében.

## Fekvése
Boksánbányától északnyugatra, a Pogányos-tó keleti oldala közelében fekvő település.

## Története
Krassóvermes nevét 1369-ben említette először oklevél Vermispatakfő néven.
1389-ben Wermespataka, 1405-ben Wermes 1913-ban Krassóvermes néven írták.
a trianoni békeszerződés előtt Krassó-Szörény vármegye Boksánbányai járásához tartozott.
1910-ben 2311 lakosából 125 magyar, 94 szlovák, 2036 román volt. Ebből 221 római katolikus, 1479 görögkatolikus és 601 görögkeleti ortodox volt.

## Jegyzetek

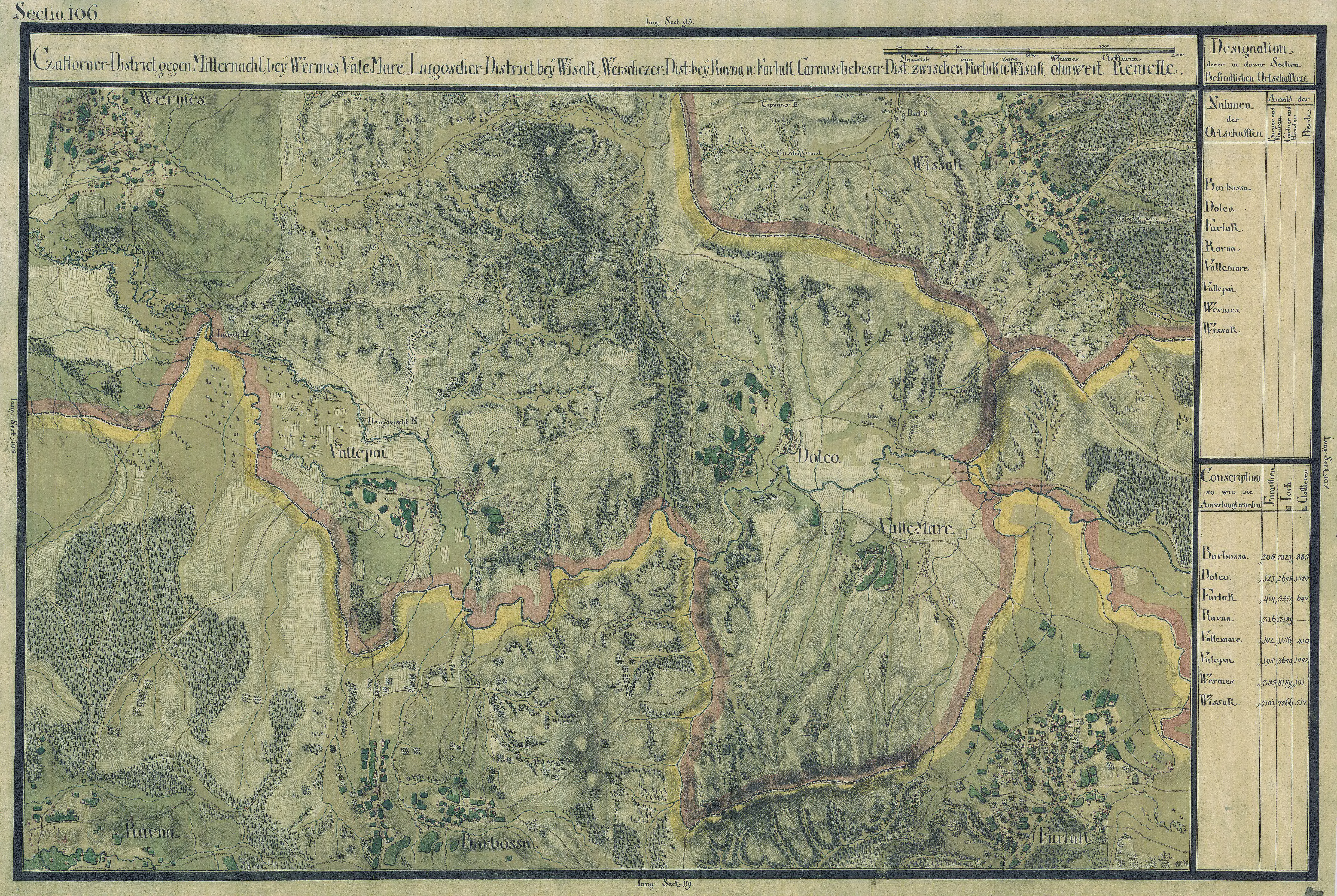
Krassóvermes egy régi, 1700-as évekből való térképen